# Walkie-talkie

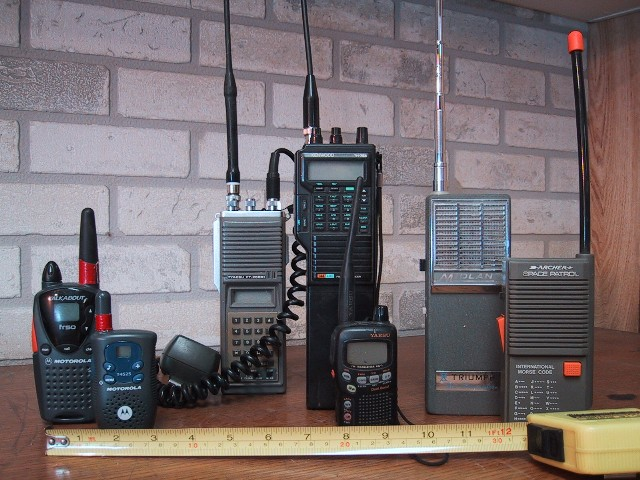

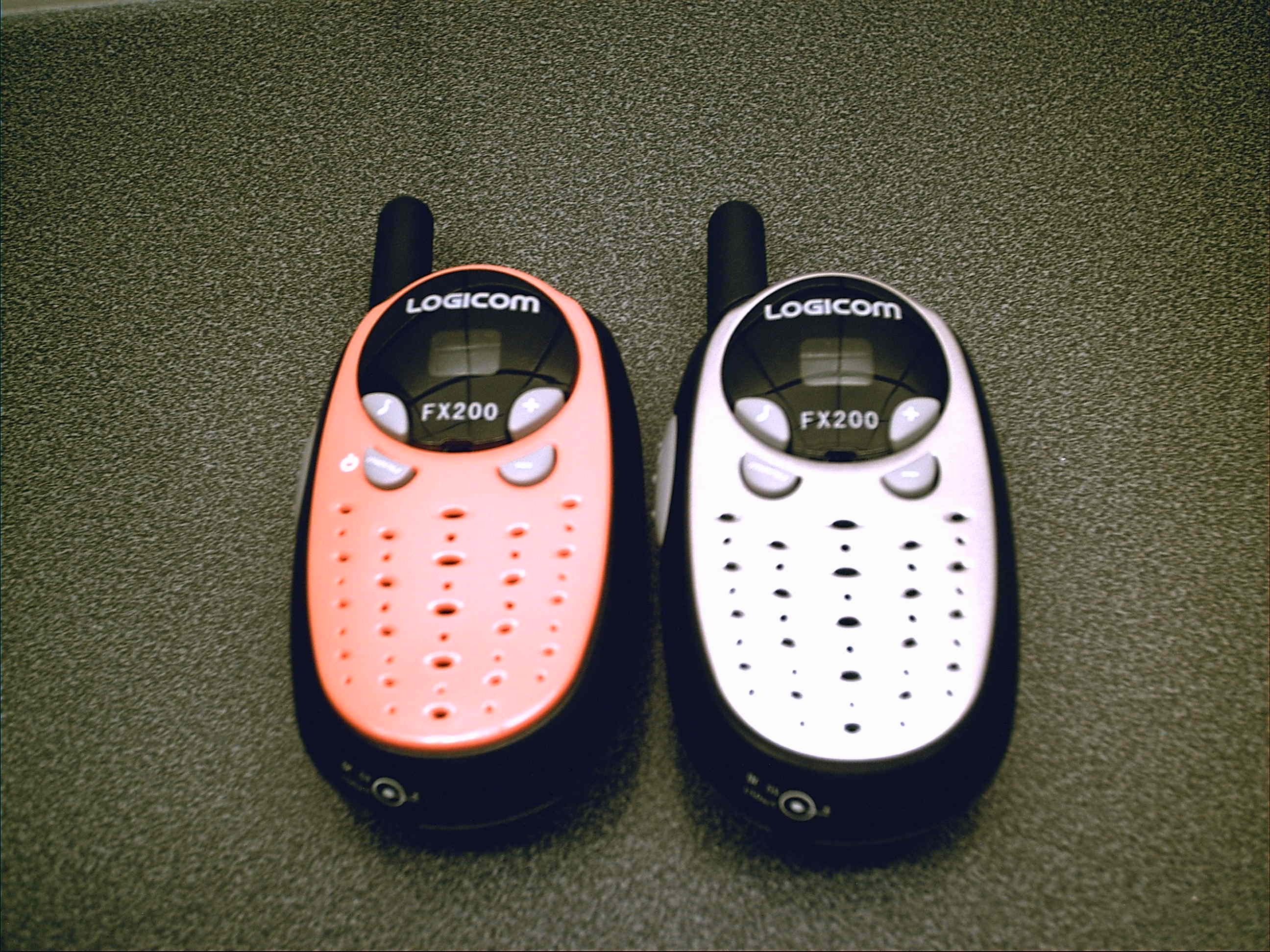

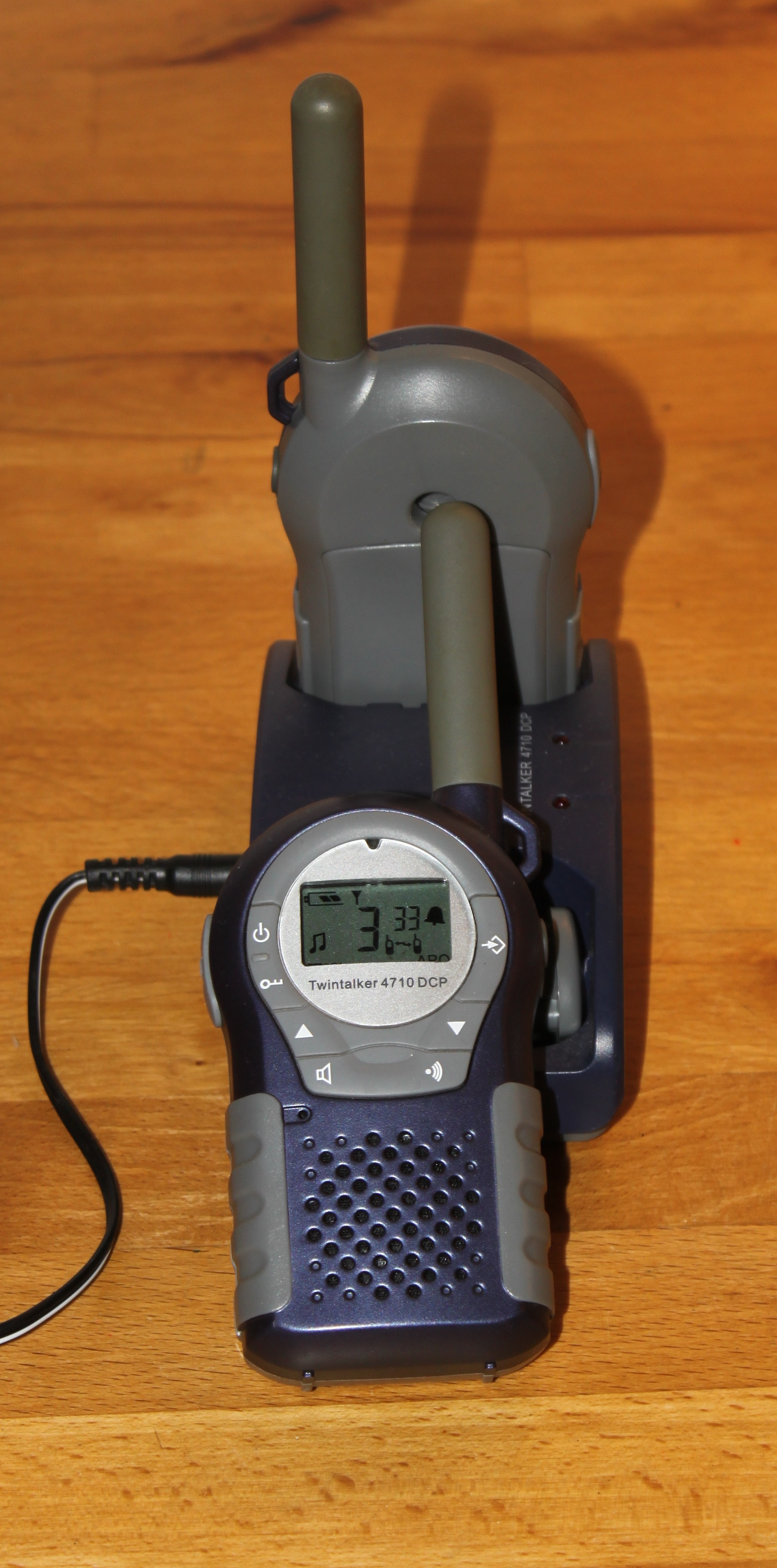

Un walkie-talkie, transmisor-receptor portátil o comunicador portátil es un transceptor de radio portátil. Los primeros walkie-talkie fueron desarrollados para uso militar. Sus características principales incluyen un canal semi dúplex (solo una radio transmite a la vez, aunque puede ser escuchada simultáneamente por numerosas unidades) y un interruptor de push to talk (PTT) que comienza la transmisión. Los walkie-talkie típicos se parecen a un transceptor telefónico, ligeramente más grande, pero construido como una sola unidad, con una antena que sobresale por la parte superior de la unidad. En ambientes donde el auricular de un teléfono es deficiente para ser oído por el usuario, el altavoz de un walkie-talkie puede ser escuchado por el usuario y su entorno inmediato.

## Historia
El primer receptor/transmisor en ser apodado «walkie-talkie» era el SCR-300 de Motorola, creado por un equipo de ingeniería en la empresa de manufactura Galvin (precursora de Motorola) en el año 1940. El equipo desarrollador consistió en Dan Noble, que concibió el diseño basado en el uso de frecuencia modulada, Henryk Magnuski, quien era el ingeniero principal de RF, Marion Bond, Lloyd Morris y Bill Vogel.
Al Gross también trabajó sobre la temprana tecnología detrás del walkie-talkie entre 1934 y 1941, y a menudo se lo reconoce como el inventor.
Motorola también desarrolló el equipo de radio portátil AM SCR-536 durante la Segunda Guerra Mundial, al que llamaron «handie-talkie» (HT). Los términos a menudo son confundidos hoy, pero el original walkie-talkie era un equipo diseñado para ser transportado en una mochila, mientras el handie-talkie era un equipo que podría ser sostenido completamente en la mano. Ambos dispositivos funcionaban sobre la base de válvulas termoiónicas y se energizaban por medio de pilas secas de voltaje. Handie-Talkie es marca registrada de Motorola, Inc. desde el 22 de mayo de 1951. El nombre fue registrado con patente estadounidense en la Oficina de Marca Registrada, con el número de matrícula 71560123.
La abreviatura HT se usa comúnmente para referirse a radios portátiles amateurs. El excedente de Motorola, Handie-Talkie, encontró su camino en las manos de operadores de radio amateurs justo después de la Segunda Guerra Mundial. Las radios públicas de seguridad de Motorola de los años 1950 y 1960 fueron prestadas o donadas a grupos amateurs como parte del programa de Defensa Civil. Para evitar la infracción de marca registrada, otros fabricantes usan designaciones como «el Transreceptor de Handie» para sus productos.
El canadiense Donald L. Hings formalmente fue condecorado para la invención del walkie-talkie y su importancia al esfuerzo de guerra. El modelo de Hings «C-58 “Práctico-Talkie”» estaba en el servicio militar hacia 1942, después de un esfuerzo del secreto R*D que comenzó en 1940. El C-58 se basaba a su vez en un modelo civil al principio desarrollado por él en 1937.

## Uso
Los radiotransmisores hechos a mano se hicieron instrumentos de comunicación valiosos para la policía, servicios de la emergencia, y empleos comerciales e industriales (en el sector de la construcción, por ejemplo, permite comunicarse en la obra), usando frecuencias asignadas para estos servicios. Los transmisor-receptores portátiles son también populares entre algunos operadores de radio aficionados, que funcionan con una licencia de radio aficionado en varios canales de frecuencia diferentes.
Un walkie-talkie comercial emite con pocos vatios de potencia por medio de una pequeña antena (el tamaño de la unidad física limita tanto la capacidad de la batería como el tamaño de la antena). Por tanto, su rango de alcance suele ser corto y no excede la distancia de la línea del horizonte en áreas abiertas, y es aun menor en áreas muy urbanizadas, dentro de edificios o en zonas subterráneas. Muchos servicios de radio permiten emplear un repetidor, que suele localizarse en puntos altos dentro de la cobertura deseada del área. El repetidor escucha sobre una frecuencia y retransmite sobre ella, de modo que el alcance se puede extender unas pocas millas o kilómetros, o más lejos aun si varios repetidores trabajan en conjunto.
Walkie-talkie para la seguridad pública, empleos comerciales e industriales pueden ser la parte de sistemas de radio truncados, que dinámicamente asignan canales de radio para el empleo más eficiente de espectro de radio limitado.
Las versiones de baja potencia, exentas de exigencias de licencia, son también juguetes populares de niños. Antes del cambio de CB radio desde el estado autorizado al desautorizado, el walkie-talkie de juguete típico disponible en tiendas en Norteamérica fue limitado con 100 milliwatts de poder sobre transmisión y las radio de Banda Ciudadana de 27 MHz que usan sólo la Amplitud Modulada (AM). Los walkie-talkie de juguete posteriores, manejados en la banda de 49 MHz, unos contenían Frecuencia Modulada (FM), compartido con teléfonos sin hilos y monitores de bebé. La electrónica de los dispositivos más baratos, que puede emplear receptores superregeneradores, es muy simple; de hecho, a veces incluso carece de control de volumen. Al revés que unidades más costosas, los walkie-talkie de juguete económicos no suelen tener micrófono y altavoces separados; en vez de eso, el altavoz del receptor se comporta como micrófono en modo de transmisión.
El walkie-talkie personal ahora se ha hecho popular otra vez con el nuevo Family Radio Service estadounidense (FRS) y servicios similares desautorizados en otros países. Mientras los walkie-talkies FRS también a veces son usados como juguetes por su bajo coste (gracias a la producción en serie), poseen receptores apropiados superheterodinos y son un instrumento de comunicación útil para negocios y uso personal. La operación en el Family Radio Service es restringida a walkie talkies limitado con 500 milivatios de potencia eficaz RF. Algunos modelos de FRS también incluyen el Servicio de Radio circundante General Móvil (GMRS) canales, que requieren una licencia.

## Radioaficionados
ternamente pueden parecer similares a los dispositivos comerciales o de uso personal (incluyendo funciones como CTCSS y DCS para activar repetidores de radioaficionados), los equipos destinados a radioaficionados suelen incorporar características que no se encuentran en otros tipos de dispositivos, como por ejemplo:
- Receptores de banda ancha, a menudo con funciones de escáner, que permiten escuchar bandas de radio no destinadas a la radioafición.

- Soporte multibanda: algunos modelos funcionan solo en bandas específicas (como 2 metros o 70 cm), mientras que otros permiten el uso de varias bandas VHF y UHF autorizadas para radioaficionados.

- Operación por frecuencia variable (modo VFO): dado que las bandas de radioaficionados generalmente no están canalizadas, el usuario puede seleccionar cualquier frecuencia dentro del rango autorizado. En cambio, los walkie-talkies comerciales suelen limitarse a canales preprogramados.

- Múltiples modos de modulación: algunos dispositivos permiten modos de modulación más allá de la FM, incluyendo AM, SSB y CW, así como modos digitales como RTTY o PSK31. Algunos equipos incorporan TNCs para transmitir datos por radio en modo packet sin necesidad de hardware adicional.

- Modos digitales de voz: algunos modelos portátiles para radioaficionados admiten tecnologías digitales modernas, como NXDN o D-STAR (Digital Smart Technology for Amateur Radio). Estas permiten funciones avanzadas como comunicación en ancho de banda reducido, transmisión simultánea de voz y mensajes, envío de posición GPS y llamadas direccionadas por indicativo a través de una red internacional.

Como se ha mencionado, es posible reprogramar ciertos walkie-talkies comerciales para operar en frecuencias de radioaficionados. Los operadores pueden optar por esta solución por razones económicas o porque los equipos comerciales de grado profesional suelen tener una construcción más robusta y una mejor calidad que muchos dispositivos diseñados específicamente para radioaficionados.